# Ōyama Iwao
O príncipe Ōyama Iwao ( 大山巌, Kagoshima, 10 de outubro de 1842-Tóquio, 10 de dezembro de 1916) foi um marechal de campo e político Japonês, sendo um dos fundadores do Exército imperial japonês.
Ōyama nasceu em família de samurais que pertencia ao clã Shimuzu. Foi um protegido de Okubo Toshimichi e participou da derrubada do Xogunato Tokugawa, e teve um papel importante na Restauração Meiji. Foi comandante chefe da primeira brigada independente durante a Guerra Boshin. Durante o Cerco de Aizu, foi comandante das posições de artilharia do Exército imperial japonês no monte Oda. Durante o cerco, foi ferido pela guerrilha de Aizu sob o comando de Sagawa Kanbei.

## Carreira militar
Em 1870, estudou na Escola Militar Especial de Saint-Cyr na França, e foi o observador militar oficial do Japão durante a Guerra Franco-Prussiana. Estudou três anos (1870-1873) em Genebra onde aprendeu línguas estrangeiras, e ficou fluente em russo.  Ōyama foi conhecido como o primeiro cliente japonês da Louis Vuitton depois de ter comprado alguns equipamentos durante sua estadia na França. Posteriormente voltou a França após ser promovido general para estudos especializados. No seu regresso ao Japão, ajudou no estabelecimento do Exército imperial japonês, que foi usado para reprimir a Rebelião Satsuma, apesar de que  Ōyama e seu irmão mais velho fossem primos de Saigō Takamori.
Na guerra sino-japonesa foi designado Comandante chefe do segundo exército japonês, e desembarcou na Península de Liaodong, avançou para Port Arthur em meio a uma tormenta, cruzou Shandong, onde capturou a fortaleza de Weihawei.
Por seus serviços,  Ōyama foi incluído no sistema de nobreza japonesa (Kazoku) com o título de marquês, e três anos depois foi promovido a marechal. Na guerra russo-japonesa (1904-1905) foi nomeado comandante chefe das forças japonesas na Manchúria. Com a vitória do Japão, o Imperador Meiji o nomeou kōshaku (príncipe).

## Carreira política
Ōyama foi ministro da guerra em vários gabinetes e como chefe de estado defendeu o poder autocrático da oligarquia (Genrō) indo de contra os direitos democráticos. Entretanto sob o governo do primeiro ministro Yamagata Aritomo, foi reservado e se retirou dos assuntos políticos. Desde 1914 foi Guardião do selo privado.

## Vida privada

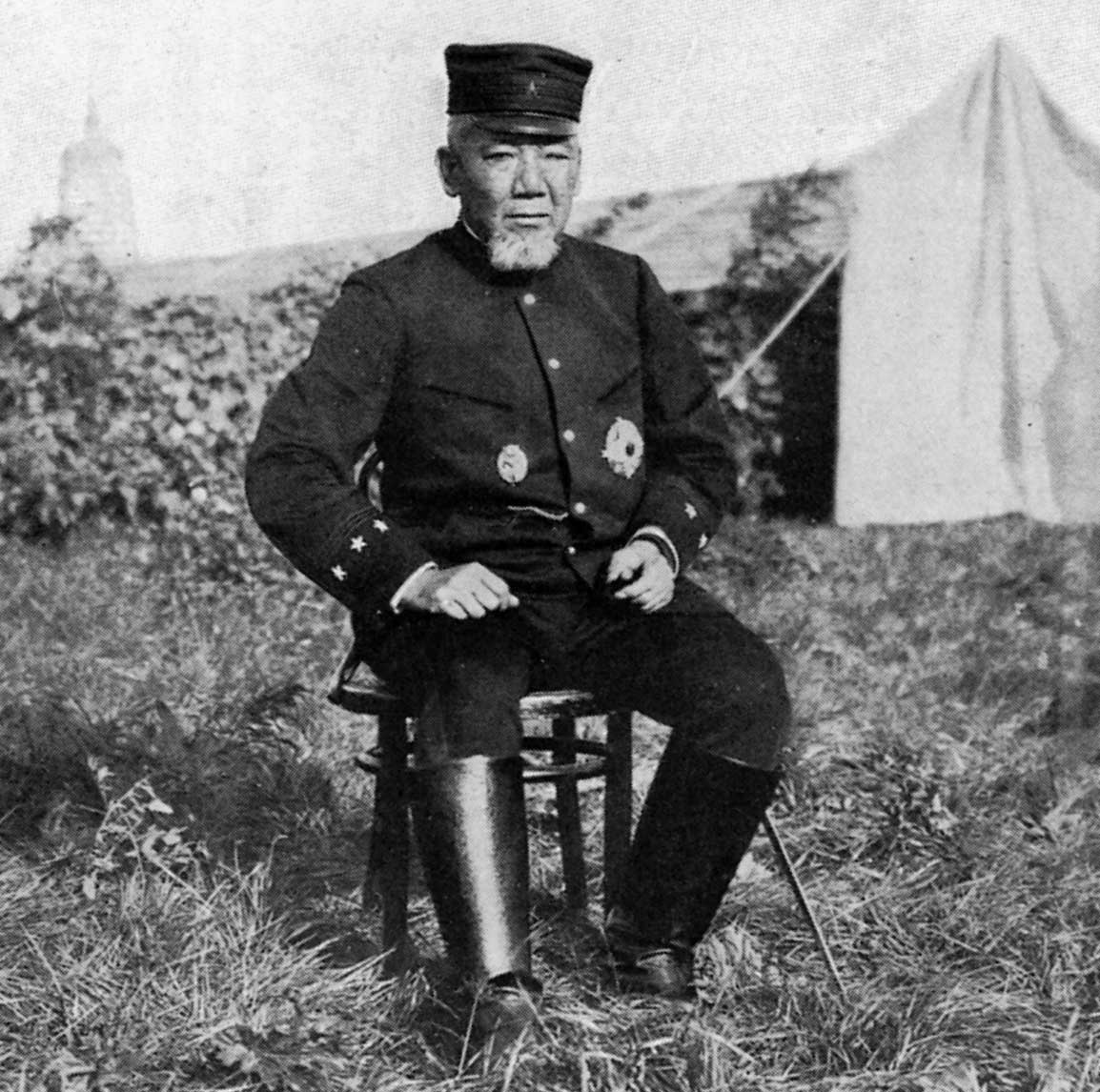
Oyama Iwao, Comandante do Exército da Manchúria IJA durante a Guerra Russo-Japonesa.

Tinha a habilidade falar e escrever em várias línguas europeias fluentemente e teve simpatia com o estilo arquitetônico europeu. Quando foi ministro da guerra, construiu uma casa em Tóquio baseado em um modelo de castelo alemão; entretanto, sua esposa reclamou e insistiu que os quartos das crianças fossem remodelados no estilo japonês, para fazer ênfase a origem japonesa deles. A casa foi destruída durante os bombardeios aéreos na Segunda Guerra Mundial. A esposa de Ōyama, Yamakawa Sutematsu, foi irmã dos antigos vassalos do clã Aizu, Yamakawa Horishi e Yamakawa Kenjiro; e era conhecida como uma das primeiras estudantes femininas a serem enviados aos Estados Unidos pela Imperatriz do Japão no começo da década de 1870. Esteve vários anos nesse país, graduando-se na Vassar College em 1882.
Ōyama foi um homem obeso, cujo peso excedia os 95 kg, e consumia muita carne. Morreu aos 75 anos em dezembro de 1916, e recentemente sua morte foi atribuída a complicações de diabetes.